# Dark Romance
Dark Romance (zu Deutsch: Dunkle Romantik) ist ein Subgenre des Liebesromans und des New-Adult-Genres. In Dark-Romance-Geschichten bewältigen die Hauptcharaktere aufkommende Konflikte und durchlaufen eine positive Entwicklung. Die Romane schließen mit einem glücklichen Ende für die Hauptfiguren ab. Eine Trigger-Warnung vor Beginn der Geschichte ist üblich, um auf die in solchen Büchern behandelten Themen hinzuweisen.

## Themen
Dark Romance greift unter anderem die folgenden Themen auf:
- Toxische Beziehungen[5]
- Machtgefälle und Tabus[6]
- Kämpfe um die weibliche Hauptfigur[7]
- Gewalt wie Schießereien, Entführungen, Mord[7], Folter und Vergewaltigung[6]
- Stalking[7]

Einige Dark-Romance-Romane enthalten übernatürliche Elemente wie Vampire oder Werwölfe.

## Hauptfiguren
Die weiblichen Hauptfiguren haben oft belastende Erfahrungen gemacht, beispielsweise in Form von sexueller Belästigung.
Die männlichen Hauptfiguren werden als mächtig und gefährlich dargestellt. Sie üben keinen konventionellen Beruf aus, sondern sind häufig Mitglieder des organisierten Verbrechens oder in anderen Gruppen, die außerhalb der gesetzlichen Grenzen agieren. Ein zentrales Motiv des Genres ist der sogenannte „morally gray character“ (Janeth Hernandez: Exploring Consent: An Analysis of Consent in Dark Romance and Contemporary Romance Books). In der Regel wird dieser von der männlichen Hauptfigur verkörpert, welcher damit als Antagonist oder Bösewicht erscheint und seine weiche Seite ausschließlich der weiblichen Hauptfigur offenbart.
Die Beziehung der Hauptcharaktere ist insgesamt von starker Intensität geprägt.
Es findet eine emotionale Katharsis der Protagonistin und des Protagonisten statt und die Charaktere erwartet ein hoffnungsvoller und positiver Ausgang der Erzählung.
Auch wenn viele dunkle Liebesgeschichten in einem monogamen heterosexuellen Rahmen zwischen einer Protagonistin und einem Protagonisten spielen, so gibt es auch andere Figurenkonstellationen. Bei Dark Romance mit Tropes (=Erzählmustern) wie „Reverse Harem“ (=umgekehrter Harem) oder „Why choose?“ (=warum sich entscheiden?) nimmt die Protagonistin gleichzeitig Beziehungen mit mehreren männlichen Charakteren auf und lebt mit ihnen in polyamoren Konstellationen mit unterschiedlicher sozialer Rollenverteilung.
Zudem gibt es zahlreiche queere Dark-Romance-Bücher, die Liebesgeschichten unter Frauen oder unter Männern schildern mit vielfältigen Geschlechterrollen. Bücherfans haben auf Literaturplattformen wie goodreads entsprechende Sammlungen von LGBT Dark Romance, Gay Dark Romance und Queer Dark Romance angelegt samt zugehörigen Bewertungen und Besprechungen der Bücher und ihrer Hauptfiguren.

## Vergleich mit Contemporary Romance
Sowohl Contemporary Romance als auch Dark Romance thematisieren die Herausforderungen romantischer Beziehungen.
Während in Contemporary Romance Konflikte meist durch persönliche Unsicherheiten oder Bindungsängste entstehen, resultieren sie in Dark Romance aus äußeren Umständen.
Ein weiterer Unterschied liegt in der Darstellung der männlichen Hauptfigur. In Contemporary Romance übt diese meist einen konventionellen Beruf aus, der als maskulin und bodenständig gilt, beispielsweise als Landwirt oder Wissenschaftler.
Zudem behandelt Contemporary Romance vorwiegend realitätsnahe Themen, wodurch sich die Leserinnen und Leser leichter mit den Charakteren identifizieren können.

## Rezeption im öffentlichen Diskurs
Zu Dark Romance äußern sich im öffentlichen Diskurs, etwa in Presse- und Fernseh-Beiträgen sowie in sozialen Medien, unterschiedliche Stimmen:
Robert Coordes vom Berliner Institut für Beziehungsdynamik weist auf problematische Aspekte der Rezeption von Dark Romance hin: Er betont, dass die wiederholte Darstellung toxischer Dynamiken in solchen Inhalten zu einer Normalisierung führen könne, bei der Gewalt in Beziehungen tolerierbar oder begehrenswert erscheine. Zudem bestehe die Gefahr einer Desensibilisierung, da wiederkehrende Gewaltszenarien die emotionale Reaktion auf solche Themen abschwächen könnten. Weiterhin könnten Dark-Romance-Inhalte Ängste in Bezug auf Beziehungen verstärken, insbesondere bei sensiblen Leserinnen und Lesern. Personen, die sich in toxischen oder missbräuchlichen Beziehungen befänden, könnten durch den Konsum solcher Werke weiter dazu angeregt werden, diese Verhaltensmuster als normal oder unvermeidbar anzusehen. Eine wiederholte Konfrontation mit gewalttätigen Szenarien könne zu einer Zunahme der Aggressionsbereitschaft führen.
Die Psychologin Anaïs Kaluza kritisiert die Romantisierung toxischer und gewalttätiger Beziehungsdynamiken in Dark-Romance-Inhalten ebenfalls.
Die deutsche Dark-Romance-Autorin Jane S. Wonda widerspricht diesem Vorwurf und ist davon überzeugt, dass ihre Romane zeigten, wie die Hauptfiguren ungesunde Beziehungen überwänden. Dark Romance-Autoren wie Alessia Gold warnen vor einem Lesen der Bücher durch Minderjährige.
Außerdem argumentiert die chinesisch-amerikanische Dark-Romance-Autorin Ana Huang, Dark Romance sei für eine reife Leserschaft konzipiert, die zwischen Fiktion und Realität unterscheiden könne.
Im hessischen Lahn-Dill-Kreis wurde empfohlen, Dark Romance-Literatur nicht in Schulbibliotheken aufzunehmen.

## Wissenschaftliche Analysen
Erste Veröffentlichungen zu Dark Romance in wissenschaftlichen Fachzeitschriften liegen vor. Sie analysieren die Texte, die Gemeinschaften der überwiegend weiblichen Autorinnen und Leserinnen, sowie die Wirkungen des Genres vor dem Hintergrund unterschiedlicher wissenschaftlicher Disziplinen:
- Eine Analyse aus kulturwissenschaftlicher Sicht[19] hinterfragt, inwiefern die mehrheitlich von Frauen geschriebenen und von Frauen gelesenen Dark-Romance-Texte angesichts ihrer Sexualitätsdarstellungen mit harten Praktiken und teilweise unklarem oder fehlendem Konsens als feministisch gelten können. Verwiesen wird auf die Datenlage zur starken Verbreitung erotischer Vergewaltigungsfantasien unter Frauen, so dass es nicht überraschend sei, dass diese altbekannten Fantasiethemen in den fiktionalen Dark-Romance-Geschichten auftauchen. Die Analyse würdigt zudem, dass der Erfolg des Genres vielen Autorinnen zu wirtschaftlichem Erfolg und Unabhängigkeit verhilft und allein dadurch schon Frauen empowert.

- Aus literaturwissenschaftlicher Perspektive[20] wird der Erfolg von Dark Romance vor allem mit den digitalen Lese- und Schreibkulturen im Internet erklärt: Indem sich Autorinnen und Leserinnen auf sozialen Medien sowie auf digitalen Schreib- und Literaturplattformen so lebendig untereinander austauschen, entsteht neue Begeisterung für das Lesehobby und wird auch das Buch als materiales Objekt wieder mehr gewürdigt. Kritik von Außenstehenden an Dark Romance, etwa an schlechter literarischer Qualität oder an fragwürdigen Inhalten, stehe in einer langen historischen Tradition der Abwertung des weiblichen Lesens von Unterhaltungsliteratur, die sich bis ins 18. Jahrhundert zurückverfolgen lässt.

- Eine kommunikationswissenschaftliche Analyse[21] betont, dass bei der Lektüre der dramatischen Dark-Romance-Geschichten zwischen Leidenschaft und Gewalt unterschiedlichste Emotionen, Frustrationen und Konflikte in einem sicheren Rahmen selbstgesteuert verarbeitet werden können und dass vor allem auch die Kommunikation über die Leseerfahrungen im Freundeskreis oder in der Familie hilfreich für junge Menschen ist, um die fiktionalen Geschichten einordnen zu können.

- Aus medienpsychologischer sowie medien- und sexualpädagogischer Perspektive[12][22] wird argumentiert, dass die Dark-Romance-Geschichten in komplexer Weise an Alltagserfahrungen und Leseinteressen junger Frauen anknüpfen. Schließlich sind Gewalterfahrungen und Ängste vor sexuellen Übergriffen allgegenwärtig, ebenso aber auch Sehnsüchte nach echter Liebe und sexueller Befriedigung. Dark-Romance-Texte greifen, so wird anhand von Romanbeispielen und Textauszügen belegt, diese Themen mehrdimensional auf und setzen sich dabei über kulturelle Normen weiblicher Zurückhaltung und Sittsamkeit hinweg. Zu möglichen Wirkungen der Texte wird auf die moderne Medienwirkungsforschung verwiesen, die einfache Reiz-Reaktions-Modelle ablehnt und vielfältige psychologische Verarbeitungsweisen betont. In der Konsequenz wird empfohlen, die Medien- und Sexualkompetenz junger Menschen weiter zu stärken, damit Lesende selbstbestimmt und kritisch mit Dark-Romance-Texten umgehen können.